# 巴伊布爾特

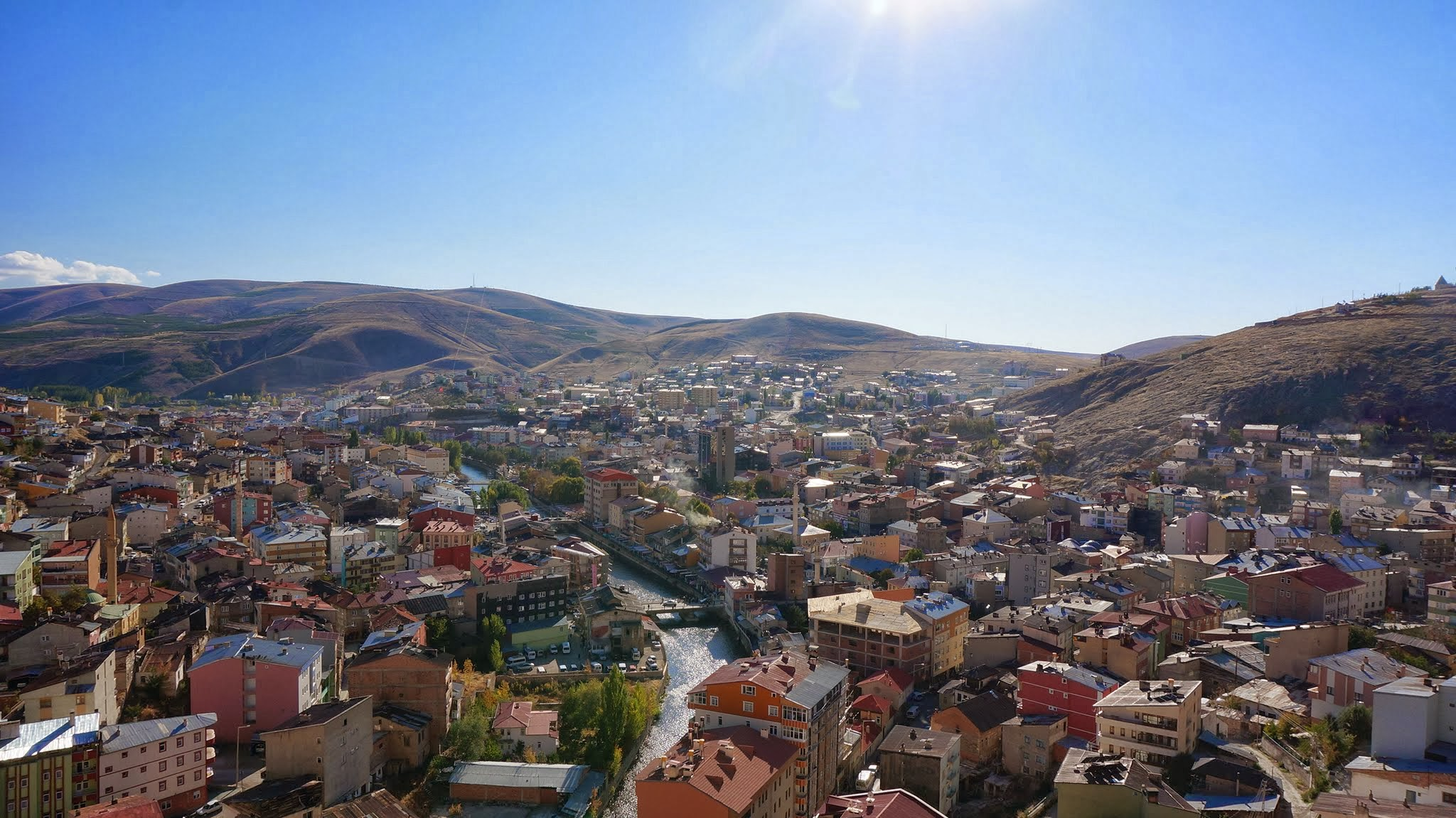
巴伊布爾特

巴伊布爾特是土耳其的城鎮，也是巴伊布爾特省的首府，位於該國東北部，面積3,652平方公里，海拔高度1,550米，受大陸性氣候影響，每年平均降雨量445毫米，2010年人口32,782。

## 外部連結
- Bayburt Municipality